# Jean-Charles de Borda
Jean-Charles de Borda (francès: Jean-Charles, chevalier de Borda)  (Dacs, 4 de maig de 1733 - París, 19 de febrer de 1799) va ser un físic, mariner i matemàtic francès. El seu cognom apareix inscrit a la torre Eiffel

## Biografia
Borda nasqué a Dax i els seus progenitors foren Antoine de Borda i Jeanne‐Marie Thérèse de Lacroix. Pertanyia a una família de llarga tradició militar: un des seus ancestres era Etienne de Borda (ca 1528-1610) militar prestigiós sota cinc reis de França. El 1755 ja era oficial a la cavalleria lleugera, on també feia de professor de matemàtiques.
El 1756 Borda va escriure una Mémoire sur le mouvement des projectiles. El 1758 va ingressar a la Reial Escola d'Enginyers de Mézières, una prestigiosa escola militar en la qual es va graduar l'any següent. Gràcies als seus treballs en dinàmica de fluids, va ser elegit membre de l'Acadèmia Francesa de les Ciències el 1764.

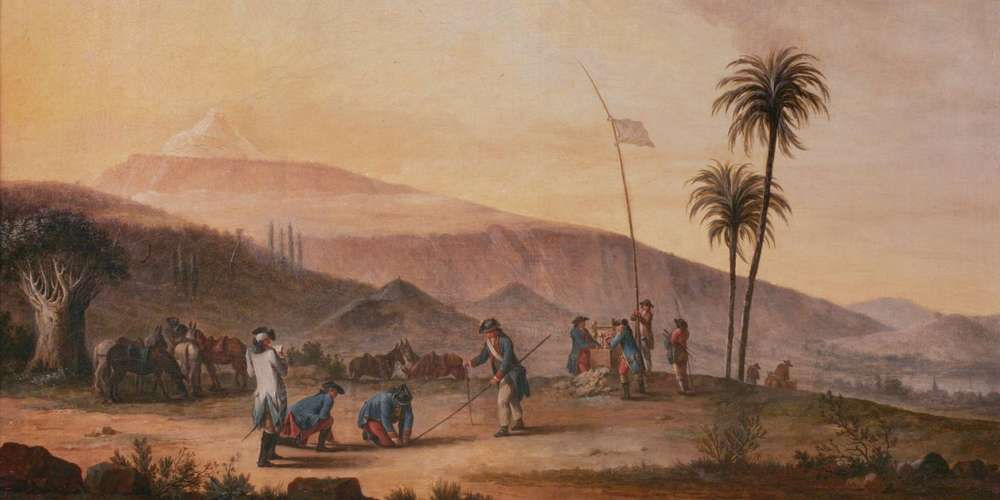
L'expedició de De Borda a les Canàries, mesurant l'alçada del Teide, quadre de Pierre Ozanne.

El 1767 va abandonar l'exèrcit de terra per incorporar-se a la marina com tinent de vaixell. Borda va ser mariner i científic, i va estar un temps al Carib comprovant els avenços en els cronòmetres. El 1776-1777 va dirigir una expedició a les illes Canàries per determinar la seva longitud i la de la costa africana. Expedició que va aprofitar per mesurar l'alçada del Teide, que va avaluar en 1904 toeses (3711 metres), un valor molt proper a l'actualment acceptat de 3718 metres.
A partir de 1778, participà en la guerra de la Independència dels Estats Units comandant una flota que es va bellugar per les Antilles i la costa de Geòrgia fins que va ser empresonat pels britànics el 1782. Aquest empresonament li va afectar la salut i ja no va tornar a navegar.
A la tornada a França, va ser nomenat Inspector de la Construcció Naval el 1784 i, ajudat per l'arquitecte naval Jacques-Noël Sané, el 1786 introduí un gran programa de construcció de vaixells.
El 1770, Borda formulà un sistema d'escrutini de les votacions, que es coneix com el "mètode de De Borda", el qual va ser usat per l'Acadèmia francesa de Ciències per escollir els membre fins que Napoleó va fer adoptar un que havia ideat ell mateix, després d'haver estat elegit president d'aquesta Acadèmia el 1801. El sistema de Borda encara es fa servir en algunes institucions i serveix de base d'altres sistemes de votació.
El 1778, publicà un mètode lunar per calcular la longitud geogràfica, mètode que utilitzà l'expedició de Lewis i Clark.
A partir de 1789, presidint la Comissió de Pesos i Mesures, també va contribuir a la construcció del metre estàndard, la base del sistema mètric que correspon als mesurament fets per Delambre.

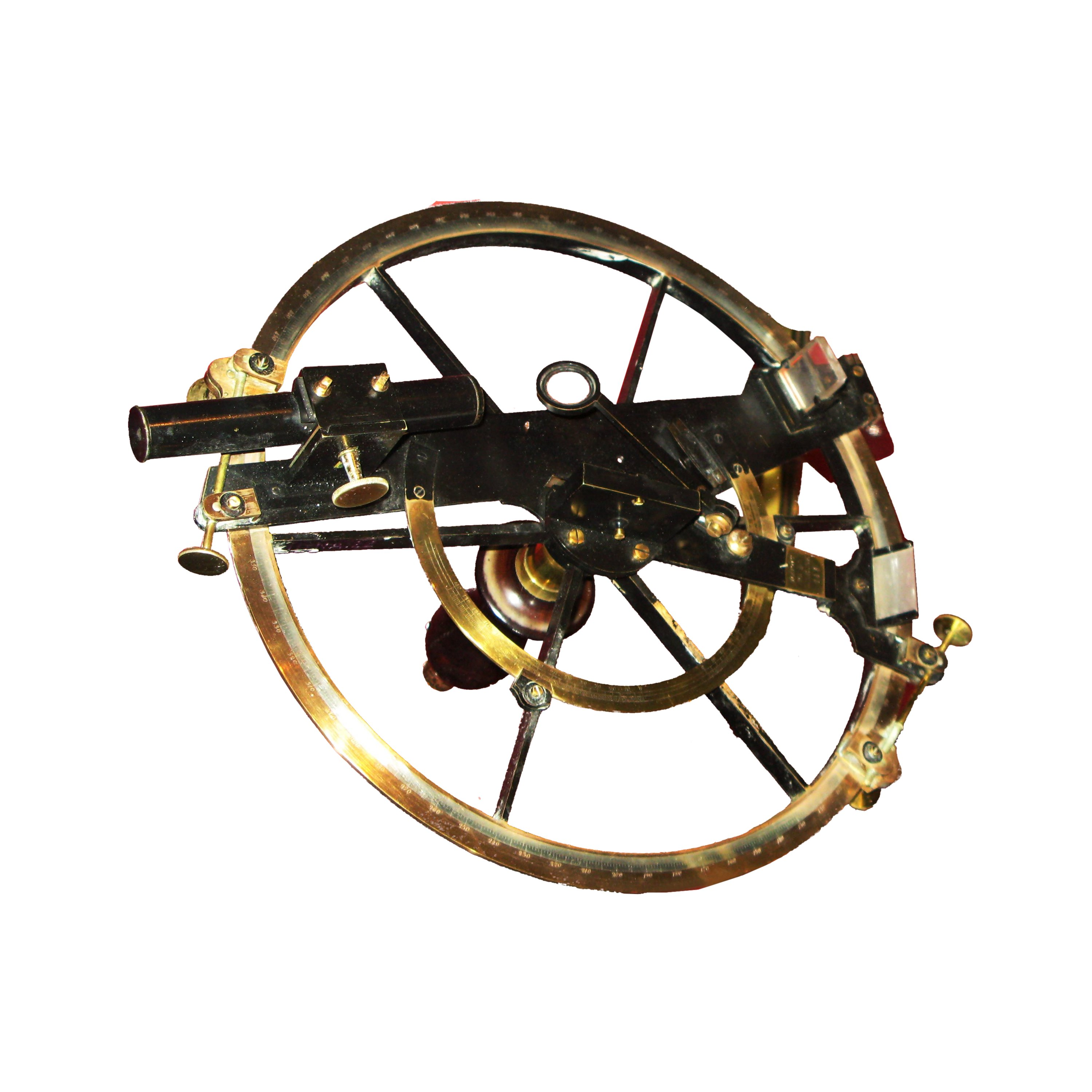
Cercle de reflexió mostrat al muesu naval de Toulon

Com a fabricant d'instruments, millorà els cercles de reflexió inventats per Tobias Mayer) i el cercle de repetició inventat pel seu ajudant, Étienne Lenoir). Aquest darrer va ser utilitzat per a mesurar l'arc meridià entre Dunkerque i Barcelona pels científics Delambre i Méchain.
En morir, el 1799, va ser enterrat a un cementiri de Montmartre anomenat cementiri de Grandes-Carrières o de Mont-du-Répos, però aquest cementiri va ser desamortitzat el 1806-1808 i, tot i que es va reconstruir el 1825 amb el nom de cementiri de Montmartre, no queda cap registre ni traça de la seva tomba.

## Taules de logaritmes[16]
Amb l'adveniment del sistema mètric després de la Revolució francesa es va decidir que un quart de cercle s'hauria de dividir en 100 graus en lloc de 90 i els graus en 100 segons en lloc de 60 segons. Això va requerir el càlcul de taules trigonomètriques i els seus logaritmes per tal de mesurar angles en el nou sistema.
Borda construí instruments per mesurar angles en les noves unitats. Tir taules de logaritmes de sinus, secants i tangents.
Durant la Revolució francesa també es va dividir el dia en 10 hores de 100 minuts cadascuna, el calendari revolucionari francès va ser abolit per Napoleó l'any 1806, però el cercle de 400 graus continua viu en el grau centesimal.

## Honors
- Cinc vaixells francesos s'anomenen "Borda" en el seu honor.
- El cràter Borda de la Lluna.
- L'asteroide 175726 s'anomena Borda.

- Cape Borda a la costa nord-oest de Kangaroo Island Austràlia.
- Île Borda va ser el nom de l'Illa Kangaroo donat per Nicholas Baudin.